# Andrena nanaeformis
Andrena nanaeformis är en biart som beskrevs av Noskiewicz 1925. Andrena nanaeformis ingår i släktet sandbin, och familjen grävbin. Inga underarter finns listade i Catalogue of Life.